# Corcelles-les-Arts
Corcelles-les-Arts este o comună în departamentul Côte-d'Or, Franța. În 2009 avea o populație de 468 de locuitori.

## Evoluția populației
| An        | 1975 | 1982 | 1990 | 1999 | 2006 | 2009 |
| --------- | ---- | ---- | ---- | ---- | ---- | ---- |
| Populație | 229  | 295  | 375  | 409  | 475  | 468  |